# Šišma
Šišma je obec v okrese Přerov v Olomouckém kraji. Žije zde 216 obyvatel.

## Název
Na osadu bylo přímo přeneseno (mužské) osobní jméno Šišma, což byla domácká podoba (německého) jména Sigismund. Jde o jeden ze vzácných případů pojmenování osady jménem osoby bez jakéhokoli odvození a úpravy (z Moravy lze jmenovat ještě Šach, Moravec, Myslík a Štípu).

## Historie
První písemná zmínka o obci pochází z roku 1348.

## Obyvatelstvo
V roce 1885 bylo v obci evidováno 56 domů a 327 obyvatel. Až na tři, kteří vykázali jako svůj obcovací jazyk němčinu, ostatní obyvatelé hovořili česky.
| Rok            | 1869 | 1880 | 1890 | 1900 | 1910 | 1921 | 1930 | 1950 | 1961 | 1970 | 1980 | 1991 | 2001 | 2011 | 2021 |
| -------------- | ---- | ---- | ---- | ---- | ---- | ---- | ---- | ---- | ---- | ---- | ---- | ---- | ---- | ---- | ---- |
| Počet obyvatel | 308  | 327  | 319  | 347  | 353  | 357  | 338  | 337  | 339  | 291  | 278  | 217  | 204  | 199  | 207  |
| Počet domů     | 53   | 56   | 56   | 60   | 62   | 59   | 63   | 66   | 69   | 68   | 74   | 79   | 84   | 88   | 91   |

## Obecní správa
Mezi lety 1869–1983 Šišma byla obcí v okrese Holešov (1869–1930) a později v okrese Přerov. Od 1. července 1983 do 23. listopadu 1990 patřila jako část obce k Pavlovicím u Přerova a od 24. listopadu 1990 je opět samostatnou obcí.

### Obecní symboly
Znak a vlajka byly obci uděleny rozhodnutím předsedy Poslanecké sněmovny Parlamentu České republiky dne 13. června 1995.

## Galerie

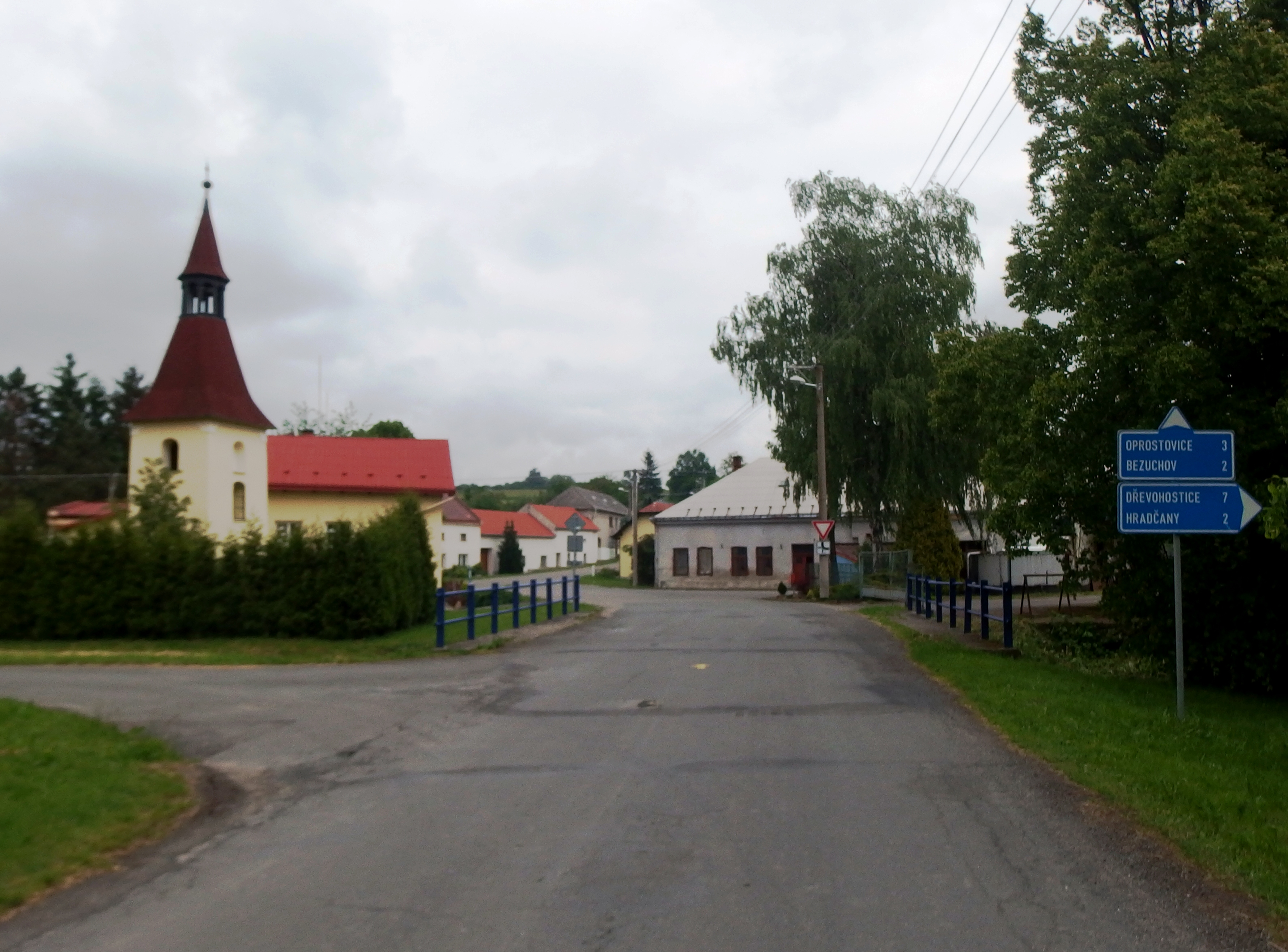
Střed obce
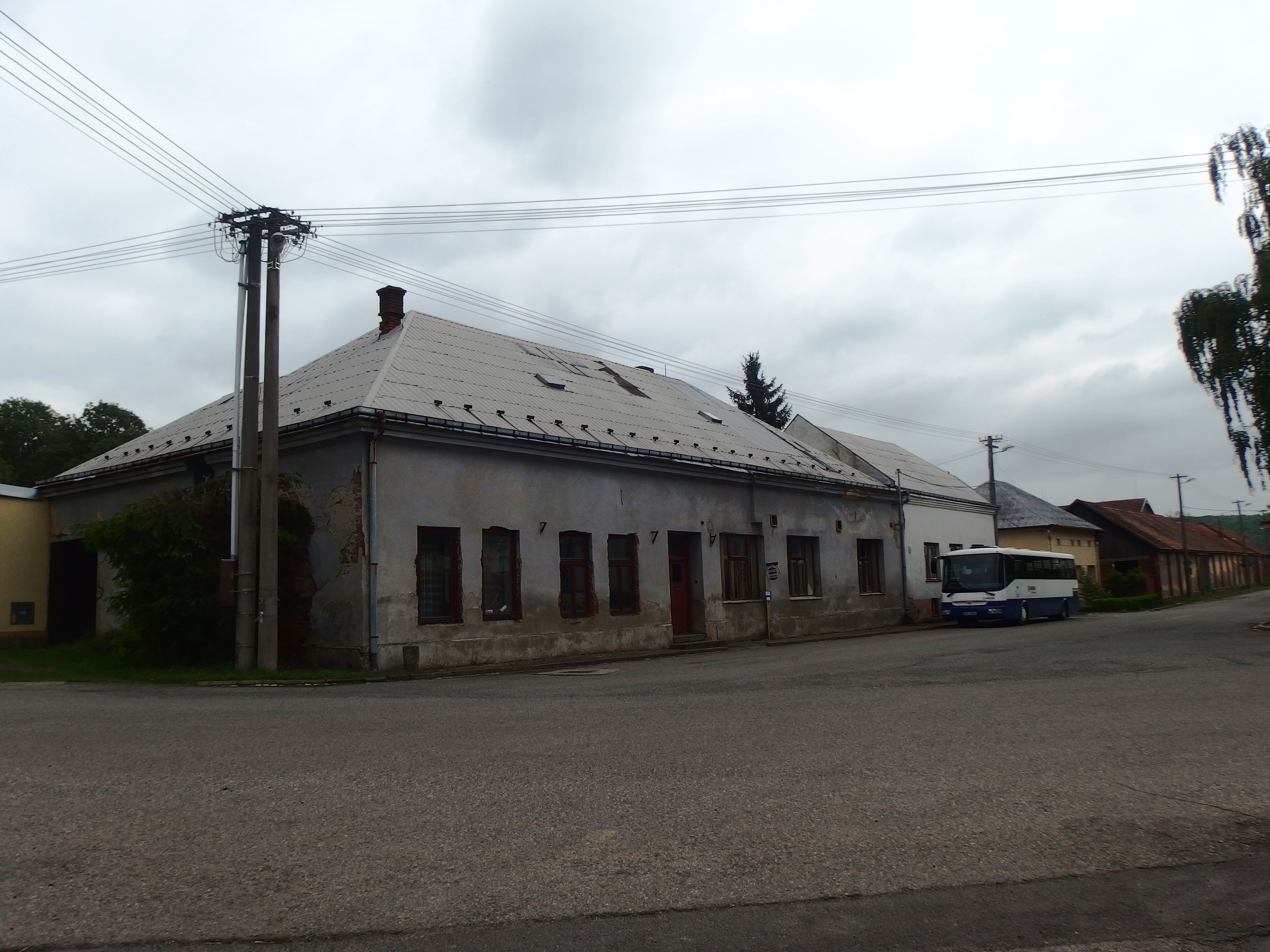
Bývalá hospoda
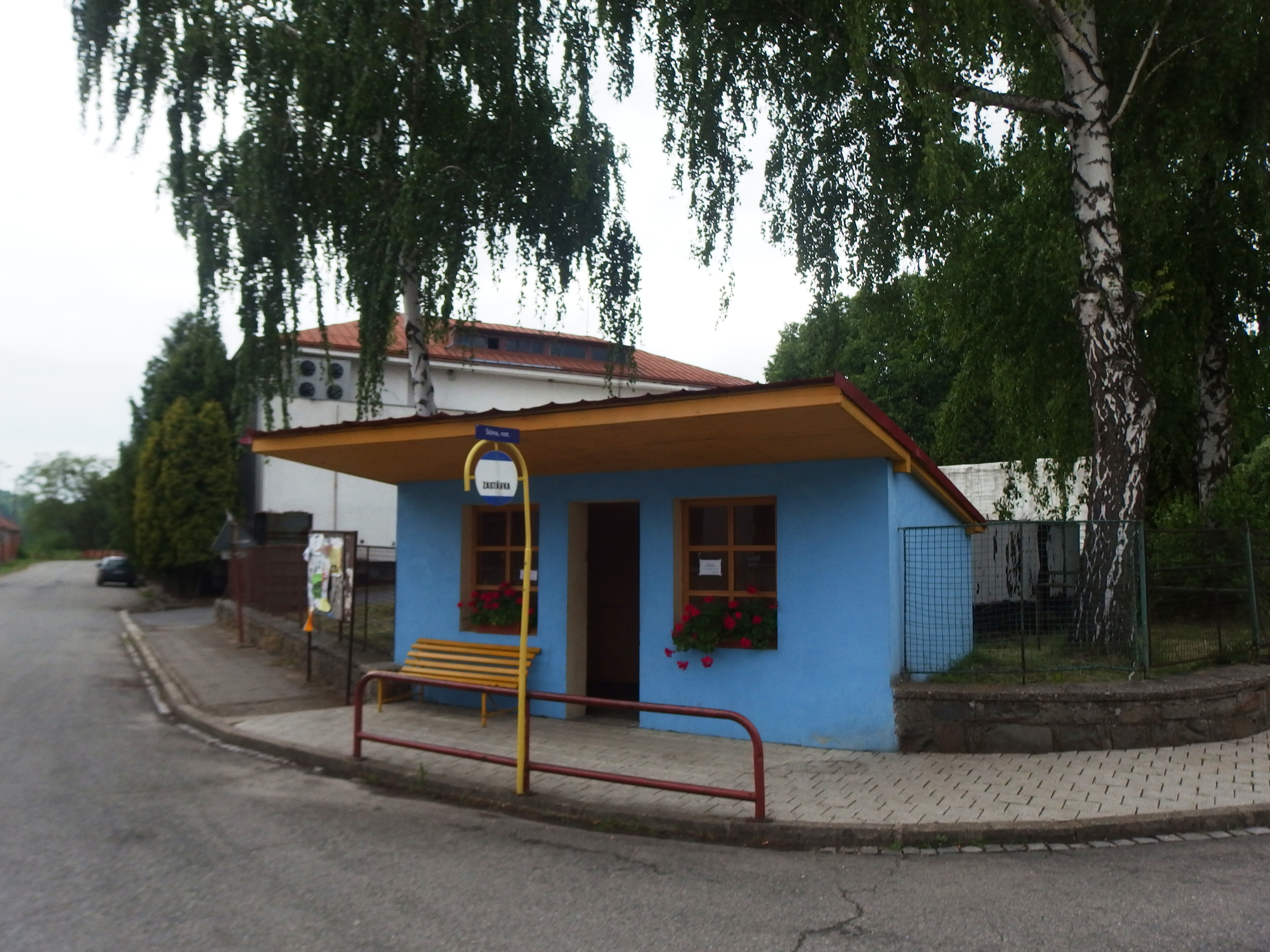
Autobusová zastávka
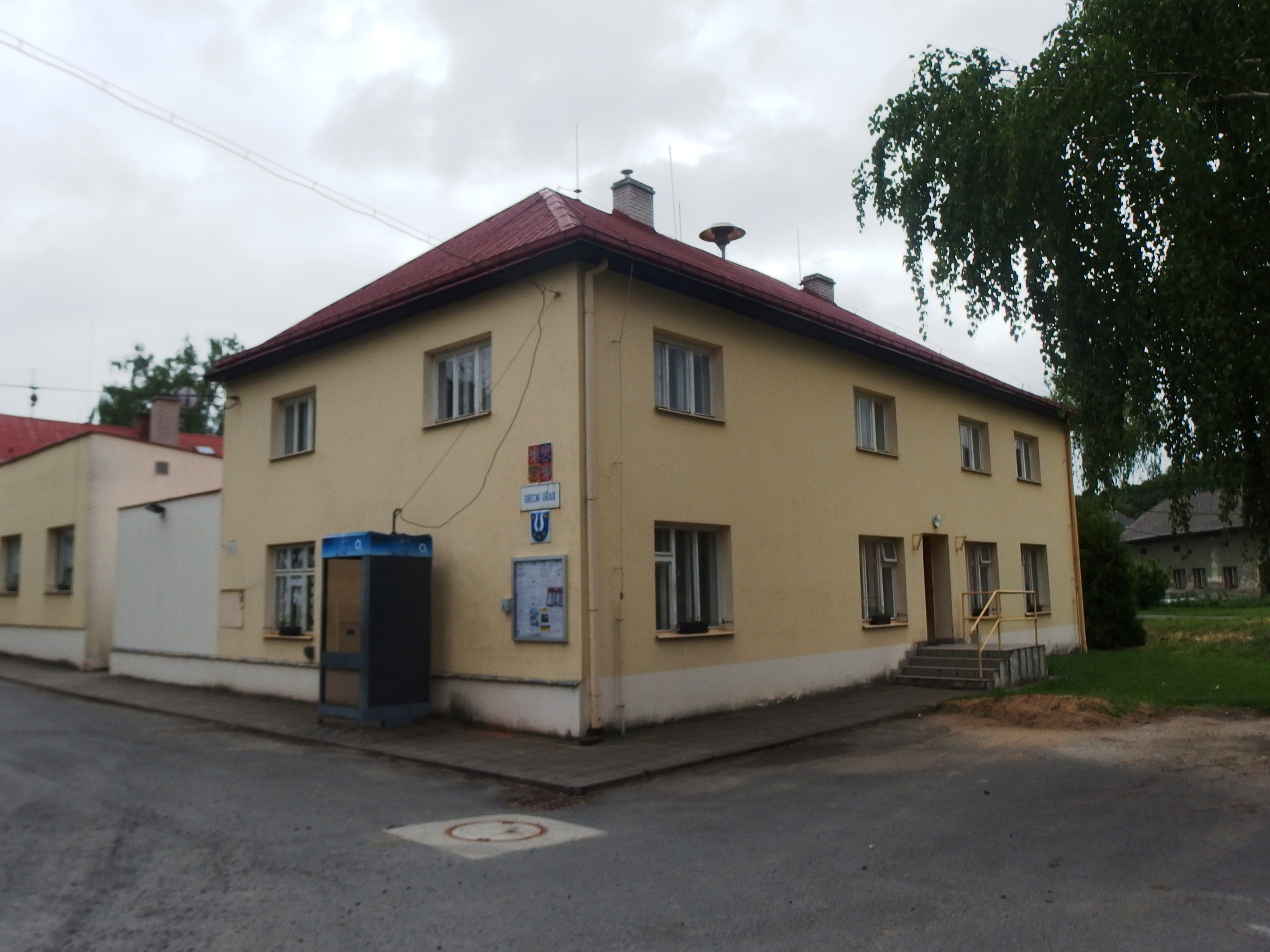
Obecní úřad